# Oskar von der Osten-Warnitz
Oskar Alexander Julius Karl von der Osten-Warnitz (* 3. Juni 1862 in Dresden; † 5. Oktober 1942 auf Gut Warnitz, Landkreis Königsberg Nm.) war ein konservativer Politiker in Preußen.

## Wirken
Von der Osten-Warnitz studierte nach dem Besuch des Vitzthum-Gymnasium in Dresden an der Rheinischen Friedrich-Wilhelms-Universität Rechtswissenschaft und wurde 1881 im Corps Borussia Bonn recipiert. 1883 leitete er den oKC des Kösener Senioren-Convents-Verbandes. 1885 wurde er Referendar am Kammergericht. Ab 1888 war er Gutsherr auf dem Familienbesitz Warnitz (seit 1398, heute polnisch: Warnice). Er war während des Kaiserreichs von 1900 bis 1916 Landrat des Kreises Königsberg (Neumark). Von 1908 bis 1918 war er Mitglied im Preußischen Abgeordnetenhaus, zeitweise dessen Präsident. Während des Ersten Weltkrieges war er Mitbegründer und erster Vorsitzender des deutschen Landkreistages. Nach der Novemberrevolution trat er der DNVP bei und war zwischen 1919 und 1921 Mitglied der verfassungsgebenden preußischen Landesversammlung. Danach war er bis 1928 Mitglied des preußischen Landtages.
In seiner Partei galt er als außenpolitischer Experte. Zur Zeit der Weimarer Republik verkehrte er im Hause Paul von Hindenburgs. Im April 1932, nach der Entlassung von Heinrich Brüning, fragte Hindenburg an, ob von der Osten bereit sei, die Reichskanzlerschaft zu übernehmen. Dieser sagte zu und wollte eine Regierung aus Sozialdemokraten und Konservativen zu Stande bringen. Dieses Projekt scheiterte.
Sein Grundbesitz um Warnitz betrug 1929, also vor der großen Wirtschaftskrise, etwa 3229 ha Land. Zum Gut gehörte ein großer Landwirtschaftsbetrieb und 2100 ha Waldbestand. Zur wirtschaftlichen Konsolidierung von Warnitz liefen über 1942 hinaus Kreditmaßnahmen.

## Familie
Er entstammte dem Adelsgeschlecht von der Osten. Sein Vater Oskar von der Osten (* 2. Juli 1837; † 13. Juli 1866) gehörte dem Regiment der Gardes du Corps an und starb 1866 an der Cholera. Seine Mutter Anna (* 9. August 1840; 1. Mai 1899) war die Adoptivtochter des Nationalökonomen Karl Rodbertus. Nach dem Tod ihres Mannes heiratete sie den Offizier Friedrich von Lindheim.
Oskar von der Osten hat sich – wie seinerzeit im Adel üblich – nach seinem Gutsbesitz „Osten-Warnitz“ genannt. Die offizielle juristische Namensänderung vollzog allerdings erst am 5. Oktober 1942 sein Enkel Burkhard von der Osten (* 1920).
Osten-Warnitz heiratete am 28. Oktober 1886 auf Gut Bärfelde Anna-Marie von Sydow (* 18. September 1867 auf Gut Bärfelde; † 31. Januar 1940 auf Gut Warnitz), Tochter des Gutsbesitzers Wilhelm von Sydow, Gutsherr auf Kremlin (Landkreis Soldin) sowie Stolzenfelde, Dobberphul und Bärfelde (alle Landkreis Königsberg, Neumark), und der Antonie von der Heyden. Seine Tochter Anna (genannt Anning, 1900–1937) heiratete am 28. September 1921 auf Gut Warnitz den späteren Widerstandskämpfer Ewald von Kleist-Schmenzin (1890–1945).

## Ehrungen
- Rechtsritter des Johanniterordens[4]
- Ehrenmitglied des Corps Borussia Bonn.[3]